# Coppa Intercontinentale 2000 (calcio)
La Coppa Intercontinentale 2000 è stata la trentanovesima edizione del trofeo riservato alle squadre vincitrici della UEFA Champions League e della Coppa Libertadores.

## Avvenimenti
L'ultima edizione del secondo millennio vede incontrarsi gli argentini del Boca Juniors contro gli spagnoli del Real Madrid. La velocità degli Xeneizes prende di sorpresa le Merengues: al secondo minuto un lancio sulla fascia sinistra di Matellán viene ricevuto da Delgado, che appoggia al centro un pallone che Martín Palermo mette in gol. Appena tre minuti più tardi lo stesso Palermo raddoppia, raccogliendo un lungo lancio dalle retrovie e battendo con un diagonale di sinistro Iker Casillas.
Il Real Madrid reagisce grazie a Roberto Carlos che prima colpisce una traversa, e due minuti più tardi batte Córdoba con un potente sinistro. A questo punto la pressione del Real Madrid aumenta, ma la difesa del Boca resiste agli attacchi. Sono gli argentini a vincere la Coppa Intercontinentale, spezzando così un dominio europeo che durava da cinque anni. L'autore della decisiva doppietta verrà inoltre premiato come miglior giocatore della partita.
Nel 2017, la FIFA ha equiparato i titoli della Coppa del mondo per club e della Coppa Intercontinentale, riconoscendo a posteriori anche i vincitori dell'Intercontinentale come detentori del titolo ufficiale di "campione del mondo FIFA", inizialmente attribuito soltanto ai vincitori della Coppa del mondo per club.

## Tabellino
| Arbitro: | Óscar Ruiz |

|                    |           |               |
| Roberto Carlos 11’ | Marcatori | 2’ 5’ Palermo |

| Real Madrid | Boca Juniors |

| Real Madrid        |    |                     |             |     |
|                    |    |                     |             |     |
| P                  | 25 | Iker Casillas       |             |     |
| D                  | 21 | Geremi              | Ammonizione |     |
| D                  | 4  | Fernando Hierro (C) |             |     |
| D                  | 18 | Aitor Karanka       |             |     |
| D                  | 3  | Roberto Carlos      |             |     |
| C                  | 6  | Iván Helguera       | Ammonizione |     |
| C                  | 8  | Steve McManaman     |             | 66’ |
| C                  | 24 | Claude Makélélé     |             | 76’ |
| C                  | 10 | Luís Figo           |             |     |
| C                  | 14 | Guti                |             |     |
| A                  | 7  | Raúl                |             |     |
| Sostituzioni:      |    |                     |             |     |
| C                  | 11 | Sávio               |             | 66’ |
| A                  | 9  | Fernando Morientes  |             | 76’ |
| Allenatore:        |    |                     |             |     |
| Vicente Del Bosque |    |                     |             |     |

| Boca Juniors   |    |                            |                  |       |
|                |    |                            |                  |       |
| P              | 1  | Óscar Córdoba              |                  |       |
| D              | 2  | Jorge Bermúdez (C)         |                  |       |
| D              | 13 | Cristian Traverso          |                  |       |
| D              | 4  | Hugo Ibarra                | Ammonizione      |       |
| D              | 6  | Aníbal Matellán            |                  |       |
| C              | 18 | José Basualdo              |                  |       |
| C              | 5  | Mauricio Serna             |                  |       |
| C              | 22 | Sebastián Battaglia        |                  | 90+2’ |
| C              | 10 | Juan Román Riquelme        |                  |       |
| A              | 9  | Martín Palermo             | Man of the match |       |
| A              | 16 | Marcelo Delgado            |                  | 87’   |
| Sostituzioni:  |    |                            |                  |       |
| C              | 14 | Nicolás Burdisso           |                  | 90+2’ |
| A              | 7  | Guillermo Barros Schelotto |                  | 87’   |
| Allenatore:    |    |                            |                  |       |
| Carlos Bianchi |    |                            |                  |       |